# 4-喹諾酮
4-喹诺酮（4-quinolone）是一种衍生自喹啉的有机化合物。虽然4-喹诺酮本身的实用价值很低，但其衍生物可用作药物。
4-喹诺酮存在一种能自发互相转变的互变异构体4-羟基喹啉（CAS#611-36-9）。

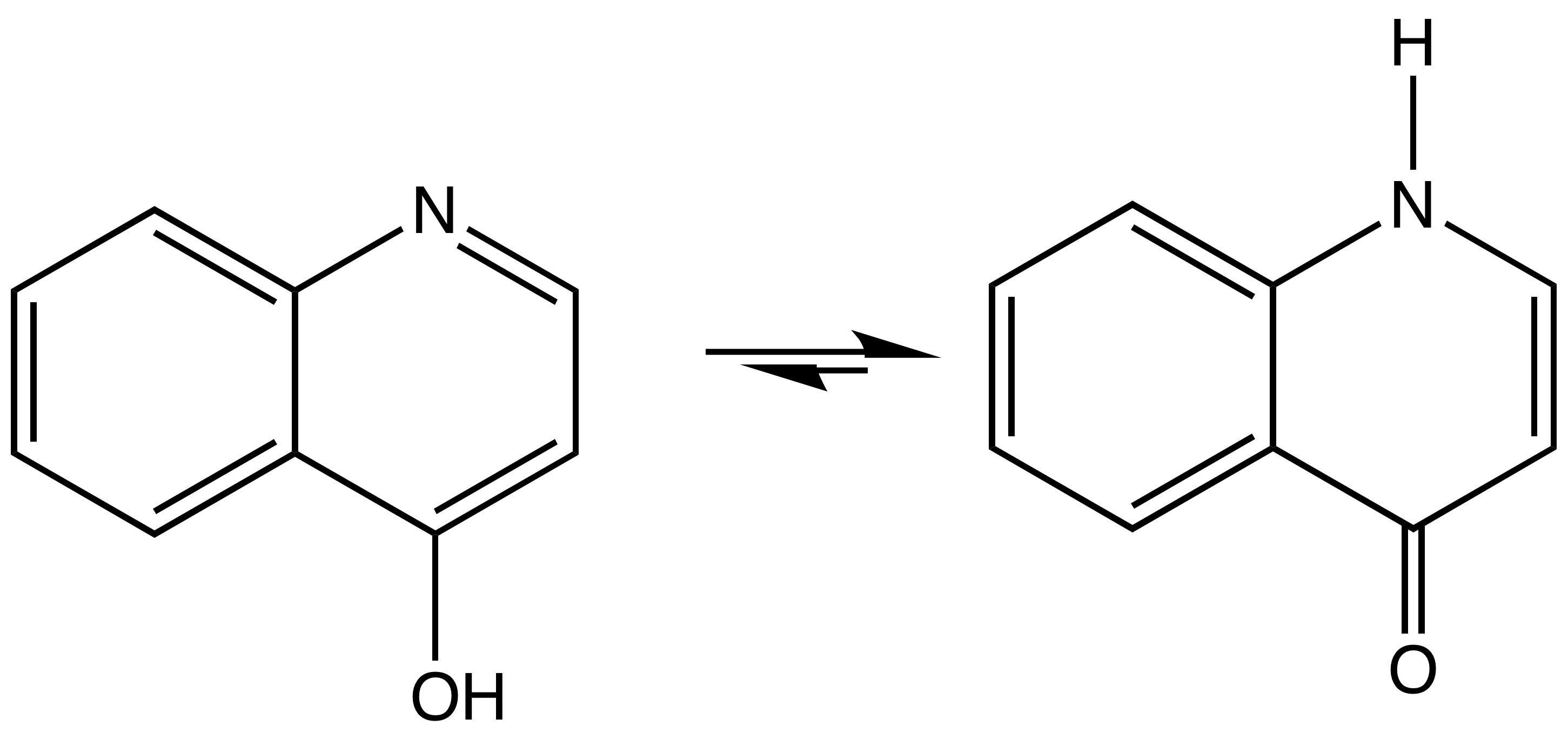
4-喹诺酮（右图）与其互变异构体4-羟基喹啉（左图）

## 合成路径
喹诺酮类化合物的化学合成通常涉及环闭合反应。这些反应通常在环氮的对位碳上引入一个羟基基团（一个–OH官能团）。这种合成的一个例子是坎普斯环化反应，根据起始材料和反应条件的不同，可以得到如下所示的2-羟基喹啉（B）和4-羟基喹啉（A）。这些羟基喹啉会互变异构成为喹诺酮类化合物。